# Ansiktsburk
Ansiktsburk   en musikvideo, som blev kendt år 2000. Den ledsager en af Azar Habibs sange, men er i videoen forsynet med svensk tekst. Videoen blev kendt gennem Internettet, hvor den blev et hit på YouTube. Teksten var ikke en oversættelse, men bestod af svenske ord som fonetisk mindede om det, der blev sunget på arabisk. Den blev efterfulgt af en anden sang af Azar Habib Hatten är din, der ligeledes blev populær. 